# Агиос Епиктитос
Агиос Еп̀иктитос (на гръцки: Άγιος Επίκτητος; на турски: Çatalköy) е село в Кипър, окръг Кирения на 6 километра източно от Кирения. Според статистическата служба на Северен Кипър през 2011 г. селото има 5110 жители.
Де факто е под контрола на непризнатата Севернокипърска турска република.